# Heinkel He 74
O Heinkel He 74 foi um avião biplano monomotor, construído pela Heinkel, na Alemanha. Era essencialmente uma versão mais pequena do Heinkel He 51, cuja função era a de servir como aeronave de treino e caça ligeiro. O Focke-Wulf Fw 56, que estava a ser produzido ao mesmo tempo, revelou ter melhor performance que o He 74, fazendo com que apenas 3 exemplares tenham sido construídos.